# Moskouse Sun Yat-sen Universiteit

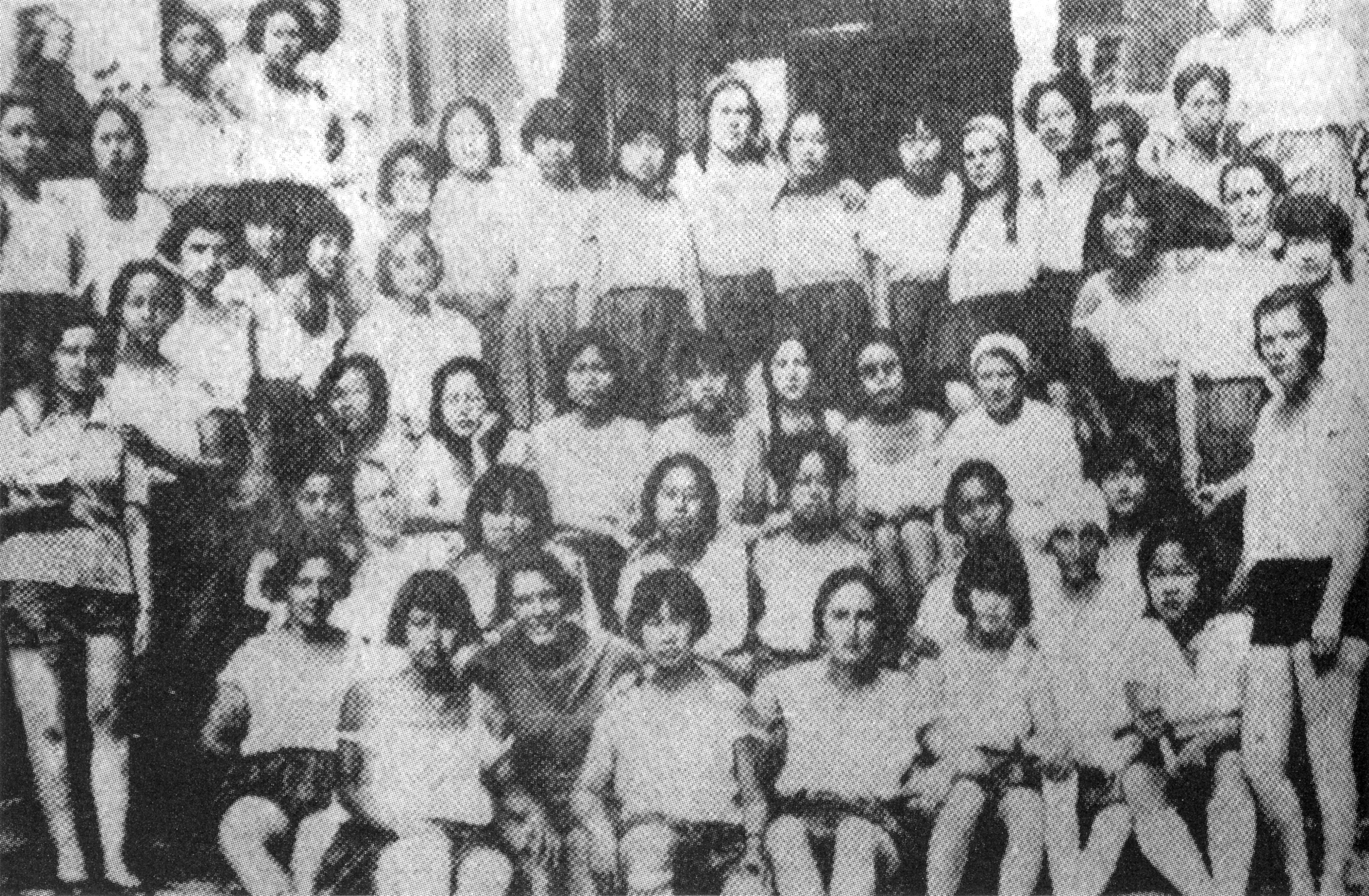
Studentengroep uit 1926

Moskouse Sun Yat-sen Universiteit (Russisch: Коммунистический университет трудящихся Китая имени Сунь Ятсена, Kommoenistitsjeski oeniversitet troedjasjtsjichsja Kitaja imeni Soen Jatsena, "Sun Yat-sen Communistische universiteit van de harde werkers uit China"Chinees: 莫斯科中山大学) was een Kominternschool die van 1925 tot 1930 bestond. 
Het was een trainingskamp voor Chinese revolutionairen van zowel de Kwomintang als de Communistische Partij van China. Sun Yat-sen, vader des vaderlands van China, was de oprichter van de Kwomintang. Nadat hij zag dat de Republiek China geregeerd werd door allerlei eenheidsloze groeperingen zag hij de Sovjet-Unie als voorbeeld en aarzelde niet om banden te creëren met dat land. 
De universiteit werd opgezet als Chinees departement van de Communistische Universiteit van de harde werkers uit het Oosten. De school lag aan de Volchonkastraat 16 in het centrum van Moskou. Het hoofddoel van de universiteit was om mensen te onderwijzen in Marxisme en Leninisme, maar ook gekwalificeerde bolsjewieken te trainen. Michail Borodin wierf de eerste groep studenten. De Moskouse Sun Yat-sen Universiteit begon op 7 november 1925 lessen  te geven. Sun Yat-Sen was toen inmiddels overleden. De universiteit telde zo'n honderd Chinese studenten en werd vernoemd naar Sun, vanwege zijn belangrijke bijdrage aan de Xinhairevolutie. 
In 1927 brak de alliantie tussen de Kwomintang en de CCP. Hierdoor werden alle Kwomintanggezinde studenten terug naar China gestuurd. De universiteit hield drie jaar later op te bestaan.